# Vámossy Ferenc
Vámossy Ferenc (Szeged, 1930. október 30. – 2020. április 10.) Ybl-díjas, Széchenyi-díjas és Szent-Györgyi Albert-díjas magyar építész, építészettörténész, művészeti író, egyetemi oktató. A Budapesti Műszaki és Gazdaságtudományi Egyetem professor emeritusa, a Magyar Tudományos Akadémia doktora.

## Életpályája
1952-ben szerzett építészmérnöki diplomát a Budapesti Műszaki Egyetemen. Már hallgató korában demonstrátorként dolgozott Csonka Pál mellett, az egyetemen. Diplomázása után néhány évig a KÖZTI, majd a KERTI munkatársaként dolgozott, majd 1957-től a BME Építészettörténeti Karának oktatója Major Máté mellett, tudományos munkatársként. Nyugdíjazásáig itt dolgozott, emellett 1963-tól a Magyar Iparművészeti Főiskolán is tanított. 1968-ban az Eötvös Loránd Tudományegyetem Bölcsészettudományi Karán filozófia kiegészítő diplomát szerzett. Tudományos kutatási területének a legújabb kori építészet és az építészetelmélet tekinthető; több mint 400 szakmai publikáció szerzője; a 20. századi építészetről írt könyvei alapvetőnek számítanak a magyarországi szakirodalomban. Legismertebb, meghatározó munkája az 1974-ben megjelent Korunk építészete című könyv (Gondolat Kiadó, Budapest).
1965-ben a Műszaki Egyetemen doktori címet szerzett. 1984-től a műszaki tudományok kandidátusa. 1999-től egyetemi tanár és a Magyar Tudományos Akadémia doktora. 2001-től a BME professor emeritusa.
Huszonöt éven keresztül szerkesztette az Építés-Építészettudomány című akadémiai folyóiratot. Nagy Elemér halálát követően a Magyar Építőművészet szerkesztő bizottságának elnöke lett. 1971–1973 között a Mesteriskola I-II. ciklusának tanulmányi vezetője.
Építésztervezőként is dolgozott. A budapesti Kálvin tér beépítésének pályázatán Hrecska Józseffel közös tervével második helyezést ért el. 1964-ben a Magyar Tudományos Akadémia könyvtárának tervpályázatán díjazták Czebe István, Falta Imre és Marosi József társtervezőkkel készített munkáját.
1984-ben Ybl Miklós-díjjal ismerték el „az építészeti kultúra fejlesztése és terjesztése terén végzett és építészetelméleti tudományos munkásságáért”. 1999-ben Széchenyi-díjjal tüntették ki „a magyar építészeti tudományok ápolásában, értékmegőrzésében kifejtett kiemelkedő alkotói és publicisztikai munkásságáért, iskolateremtő oktatói tevékenységéért”.

## Díjai, elismerései
- Ybl Miklós-díj (1984)
- Apáczai Csere János-díj (1994)
- Széchenyi-díj (1999)
- Csonka Pál emlékérem[3] (2001)
- Rados Jenő-emlékérem (2008)
- Szent-Györgyi Albert-díj[4] (2011)
- A Magyar Érdemrend középkeresztje (2018)
- Pro Architectura díj (2018)

## Főbb művei
- A XX. század építészete. Budapest, Gondolat Kiadó, 1961
- A modern építészet kialakulása és változatai; Mérnöki Továbbképző Intézet, Budapest, 1962 (Mérnöki Továbbképző Intézet előadássorozatából)
- Tartalom és forma az építészetben. Akadémiai Nyomda, Budapest, 1964
- Korunk építészete. Gondolat Kiadó, Budapest, 1975
- Fejezetek az esztétika köréből. Szöveggyűjtemény; szerk. Bor István, Vámossy Ferenc; Műszaki Egyetem, Építészmérnöki Kar, Budapest, 1978
- A szép emberi környezet távlatai. Tudományos Ismeretterjesztő Társulat Művészeti Füzetek, Budapest, 1978
- Vámossy Ferenc (szerk.): Építészet és társadalmi fejlődés I. Az UIA XIII. Mexikói Kongresszusának dokumentumai. Magyar Építőművészek Szövetsége, Budapest, 1979
- Korunk építészete. Az építészet jövője; Tankönyvkiadó, Budapest, 1983
- Kollár Lajos–Vámossy Ferenc: Mérnöki alkotások esztétikája. Akadémiai Kiadó, Budapest, 1996
- Vámossy Ferenc–F. Vámossy Erzsébet: Az építészeti kultúra Magyarországon. Budapest, 1997
- Lehetőségek a mestervizsga területén. Tájékoztató; összeáll. Vámossy Ferenc; Magyar Kereskedelmi és Iparkamara, Budapest, 2001
- Az építészet története. A Modern Mozgalom és a későmodern. Nemzeti Tankönyvkiadó, Budapest, 2002
- Hajós György–Kubinszky Mihály–Vámossy Ferenc: Alpár Ignác élete és munkássága. Építésügyi Tájékoztatási Központ, Budapest, 2005
- Az utolsó fél évszázad építészete. In: Sipos Lajos (szerk.): Pannon enciklopédia. Urbis, Budapest, 2008. 468-511. o.
- A 20. század magyar építészete, 1902–2002 – 1. kötet, Örökségünk értékei: Válságos évtizedek, 1902-1956, (Építészeti kultúránk és a modernizáció kísérletei), Tarsoly Kiadó, Budapest, 2016, ISBN 978-963-9570-78-8
- Építészetelméleti írások; Tarsoly, Budapest, 2019

## Idézetek
„A modernitás egyetemessége mellett a regionalitás jelentőségének és értékeinek megértése és együttes kezelése napjaink feladata, hiszen az egyetemes emberi kultúra új értékeinek megvalósítása (a műveltség és az ezen alapuló értékrend, a személyesség, a méltó és élhető emberi élet), mint a 21. században „mindenki számára” megvalósítható életminőség és a regionalitás értékként való megőrzése ma a modernizáció (és az ezt egyetemessé fejlesztő, új értelmű globalizáció) vonzó lehetősége.” (2006)
„…nem a szkémákban, az azonosságban, hanem épp a részletekben kibontakozó egyedi formarend (célrendszer, térrendszer, a rendeltetés kulturális típusjegyei és számtalan más vonás) megoldásaiban, finomságaiban, a személyes leleményben, az épített műben megjelenő, illetve az alkotó által felmutatott építészeti kultúra minőségében, a mű által képviselt építészeti törekvés kifejező erejében és készségében, a leolvasható, megérthető építészeti jegyekben nyilvánul meg az a sajátos vonás, jelleg, formakarakter, egyféle milyenség vagy minőség, amit építészeti értéknek tekintünk.” (2006)